# 프레디 허버드
프레디 허버드(영어: Freddie Hubbard, 1938년 4월 7일 ~ 2008년 12월 29일)는 미국의 재즈 트럼펫 연주자이다.
허버드는 인디애나주 인디애나폴리스에 있는 고등학교에서 그의 밴드에서 멜로폰과 트럼펫을 연주하기 시작했다. 그는 주로 1960년대 초부터 계속해서 비밥, 하드 밥 그리고 포스트 팝 스타일로 연주한 것으로 알려져 있다. 그의 틀림없고 영향력 있는 음색이 현대 재즈와 비밥의 새로운 시각에 기여했다.